# Bojan Jokić
Bojan Jokić, född 17 maj 1986 i Kranj, Jugoslavien (nuvarande Slovenien), är en slovensk fotbollsspelare som spelar för den ryska klubben FC Ufa och Sloveniens fotbollslandslag.